# Cantón Salitre
A  42 km de Guayaquil se encuentra Salitre, antiguamente conocido como Urbina Jado, es un ciudad de la provincia del Guayas, en la República del Ecuador. Está ubicado en el centro-este de la provincia. También es conocida como la "Capital montuvia del Ecuador".

## Historia
Francisco Franco fue el primer habitante en construir la primera casa a orillas del río Vinces en la Bocana en junio de 1846, en una zona salitrosa; luego fue vendiendo solares a varias familias que llegaron de varias partes a establecerse en el sector. Aquel lugar se lo conoció como "Las Ramas" y hasta 1859 pertenecía al Cantón Santa Lucía, cuando el 17 de septiembre, el Consejo del Cantón Daule acordó crear una parroquia civil con el nombre de "Las Ramas", lo cual se ratificó después de dos años. En 1863 el antiguo Congreso Nacional del Ecuador aprobó que "Las Ramas" dependa del Cantón Baba, pero estando de gobernador de Guayas, Vicente Piedrahíta, logró que el presidente Gabriel García Moreno no ejecute el proyecto, quedando así Las Ramas aún bajo la jurisdicción del Cantón Daule.
Salitre fue elevada a la categoría de cantón el 27 de noviembre de 1959 con el nombre de Urbina Jado, en honor al superbanquero Francisco Urbina Jado, Gerente del Banco Comercial y Agrícola de Guayaquil, e hijo del expresidente General José María Urbina Viteri. El apellido Urbina fue cambiado por su madre al de Urvina, con "v", el cual es de origen vasco. Sin embargo, el cantón retomó el nombre de Salitre, el cual era el más común entre sus habitantes.
El primer mandatario del cantón Urbina Jado fue el Sr. Teodulfo Triana Fuentes, con el cargo de Presidente del Concejo Municipal de Urbina Jado, luego de su período presidencial le sigue, el Sr. Romeo Vera Layana, quien fue el ejecutor del primer parterre central a lo largo de la avenida 24 de mayo, con ayuda de camiones de su propiedad.
Luego de estos períodos presidenciales, hubo varios gobernantes, pero la historia del cantón Urbina Jado, señala que el Sr. Rómulo Vera Granizo, fue el primer Presidente del Concejo Municipal (1992-1996 PRE) que hizo obras de gran magnitud y reconocimiento, de las cuales podemos recalcar: la pavimentación con hormigón armado la totalidad de la Av. 24 de mayo, 19 canchas deportivas de uso múltiple y el muro de contención de concreto en el estero de Guachapeli en Vernaza y las primeras calles de hormigón armado en la parroquia Junquillal.

## Reseña histórica
Al arribo de los conquistadores hispanos a estas tierras vírgenes del antiguo reino de Quito, las tierras del Guayas las habitaban los bravos Huancavilcas que comprendían a las etnias de los Babahoyus, Alonches, Colonches, Chanduyes, Palenques, Mocaches, Pimochas, Quilcas. En lo que hoy comprende este cantón, cuyas tierras estuvieron ligadas física, políticamente a Daule- Samborondon- Baba, la poblaron el grupo étnico de los Dauli- Tejar, cuya cultura floreció 500 años A.C. y 500 después de la Era Cristiana, y que se asentaron a lo largo de los ríos Babahoyo, Daule, Vinces y sus afluentes. Entre este grupo de antepasados los Babis- Candilejos- Chonanas, Ñanzas, los cuales rendían tributo a los Daulis. Ellos vivían a orillas de ríos, y que propiciaron la etnia montubia. Los otros grupos humanos se asentaron a orillas del mar, adquirieron características muy diferenciadas. Estos hombres de mar, altivos y trabajadores, curtidos navegantes y pescadores en las aguas saladas que le dan la vida. Ellos eran agricultores, pescadores, cazadores; practicaban la alfarería un grado muy avanzado, especialmente en Samborondón, Daule y en la tierra de Candilejo. La Palmira, Las Tinajas, El Pijio, así como en la parroquia La Victoria, donde se han encontrado grandes tinajas- mortuorias y otros objetos arqueológicos. En 1990 fueron saqueadas Tolas en Candilejos, por personas supuestamente vinculadas al gobierno de aquel entonces, sin que las autoridades del cantón hicieran nada para evitarlo.

## Geografía
El territorio que ocupa el cantón Salitre se extiende sobre un área de 388 km². Se encuentra ubicado en la provincia del Guayas. Limita al norte con la provincia de Los Ríos y el cantón Palestina; al sur con Samborondón; al este con la provincia de Los Ríos, y al oeste con los cantones de Palestina, Santa Lucía y Daule.
La distancia que existen entre Salitre y los territorios aledaños cercanos es:
- Desde Guayaquil: 41km
- Desde Daule: 23 km

- Desde Samborondón: 31 km

Debido a estar cerca de los cantones de Daule y Samborondón (ambas conectada con la ciudad de Guayaquil), Salitre es considerada parte de la Conurbación de Guayaquil.
La división territorial del cantón se agrupa en 4 parroquias:
- Salitre
  - Cabecera cantonal
  - Un centro poblado (Los Sauces)
  - 53 recintos

- Junquillal
  - Centro Urbano Parroquial
  - 3 centros poblados (Las Peñas, Laurel, Potosí).
  - 31 recintos

- La Victoria
  - Centro Urbano Parroquial
  - 1 centro poblado (Bodeguita)
  - 26 recintos.

- General Vernaza
  - Centro Urbano Parroquial.
  - 4 centros poblados (Bebo, Guachapelí, Las Ramas, San Nicolás)
  - 29 recintos

## Hidrografía
Salitre se encuentra en la fértil llanura y recurso hídrico de la cuenca baja del Guayas, cuenta con la influencia y de las subcuencas de los Ríos Babahoyo, Daule, Jujan, Macul, Vinces, Yaguachi, drenajes menores y las 423 Microcuencas.
El río Vinces es el principal recurso hídrico, el cual recorre el cantón de norte a sur, sin embargo, este no es el único.
Según el Plan de Ordenamiento territorial 2011 del cantón Salitre, los Ríos y afluentes del cantón son: Al Este, desde el estero Boca de Paula, aguas abajo hasta la cooperativa Resbalón, por la hacienda Juana Vaca, hasta el Río Cañaveral, aguas abajo hasta el río Roncador el mismo que desemboca en él río Babahoyo; al Sur el río Babahoyo agua abajo hasta los linderos del cantón Samborondón, el lindero por Banco de Jaboncillo, hasta la boca del estero de Paula León, y el estero de Mata Palo, hasta la desembocadura del río los Tintos; Al Oeste por los ríos los Tintos, aguas arriba hasta el río Sapanal, río Bapao, Jigual, el río Pula, hasta el río Bebo o Macul.
La principal fuente de abastecimiento de agua para la población es de manera superficial y es fundamental para todas las formas de vida conocida en el cantón; sin embargo, debido a la actividad minera, mala disposición de los residuos, contaminación agrícola y deforestación de las costas o riveras se ha visto amenazado este recurso los últimos años. Considerando así que existe una mala gestión de las microcuencas y subcuencas.

## Clima
Salitre está situado a una altitud de 5 m s. n. m en una zona de clima Tropical Mega térmico-Húmedo, lo que se traduce a que el cantón se encuentra dentro de un área del litoral ecuatoriano de alta humedad ambiental, llegando a contar con una humedad relativa de 80%. Presenta dos estaciones: seca y lluviosa, y la temperatura suele ser superior a los 22 °C, por lo tanto, sus medias de temperatura diaria van de 26 °C a 27 °C.
El cantón cuenta con precipitaciones anuales que van de 1500 mm – 1800 mm. Asimismo, los meses de lluvias van desde diciembre a abril, lo cual provoca que la localidad se convierta en un gran humedal en el que el agua de precipitación se transforma en el recurso primordial relacionado con todas las actividades agrarias de los moradores del cantón; sin embargo, pese a esto en su territorio se encuentran zonas de déficit hídrico debido a actividades agrícolas propias de la zona; inconveniente que se corrobora según la tendencia de aumento del número de días secos consecutivos al año.
El clima del territorio nacional ecuatoriano depende del proceso de cambio climático mundial; es decir, las emisiones generadas por países industrializados y más desarrollados son causantes de acelerar el proceso de efecto invernadero mundial, alterando el comportamiento del clima, el cual se refleja en los cambios de la temporalidad de la corriente de Humboldt. En el cantón Salitre, el aumento de vientos huracanados son resultado directo del calentamiento global y del cambio climático, por tanto, la zona sufre fenómenos por las alteraciones climáticas: el niño y la niña. Se denomina fenómenos del niño a la alteración climática que causa fuertes lluvias y su nombre se relaciona con la estación invernal de diciembre-marzo, es decir, con la llegada del niño Dios, mientras que la niña, es sinónimo de sequía. La recurrencia del fenómeno del niño ha causado grandes estragos en la capacidad productiva dentro de la cuenca del Guayas.

## Flora
Dentro del cantón Salitre se registraron diferentes especies, de las cuales, se puede observar una gama de cultivos propios de la zona que colaboran en la diversificación de la flora; a pesar de esto, existen especies arbóreas que han sido amenazadas por la tala excesiva, como: algarrobo (Ceratonia siliqua), debido a motivos como: la expansión de frontera agrícola y uso artesanal de madera.
Los cultivos de la zona son:
| N.º                                                                                  | Nombre común    |
| 1                                                                                    | Aguacate        |
| 2                                                                                    | Algarrobo       |
| 3                                                                                    | Almendro        |
| 4                                                                                    | Amarillo        |
| 5                                                                                    | Balsa           |
| 6                                                                                    | Beldaco         |
| 7                                                                                    | Chirimoya       |
| 8                                                                                    | Ciruelo         |
| 9                                                                                    | Fernán Sánchez  |
| 10                                                                                   | Fruta de pan    |
| 11                                                                                   | Grosello        |
| 12                                                                                   | Guabo           |
| 13                                                                                   | Guachapelí      |
| 14                                                                                   | Guadúa          |
| 15                                                                                   | Guanábana       |
| 16                                                                                   | Guasmo          |
| 17                                                                                   | Guarumo         |
| 18                                                                                   | Guayacán        |
| 19                                                                                   | Jaboncillo      |
| 20                                                                                   | Jagua de comer  |
| 21                                                                                   | Jobo            |
| 22                                                                                   | Laurel          |
| 23                                                                                   | Leucaena        |
| 24                                                                                   | Limoncillo      |
| 25                                                                                   | Matapalo        |
| 26                                                                                   | Mamey           |
| 27                                                                                   | Neem            |
| 28                                                                                   | Sapán de paloma |
| 29                                                                                   | Palo prieto     |
| 30                                                                                   | Pechiche        |
| 31                                                                                   | Pijío           |
| 32                                                                                   | Roble           |
| 33                                                                                   | Samán           |
| 34                                                                                   | Yuca ratón      |
| 35                                                                                   | Tamarindo       |
| 36                                                                                   | Tinto           |
| 37                                                                                   | Zapote          |
| 38                                                                                   | Arroz           |
| 39                                                                                   | Banano          |
| 40                                                                                   | Cacao           |
| 41                                                                                   | Caña de azúcar  |
| 42                                                                                   | Maíz            |
| 43                                                                                   | Plátano         |
| 44                                                                                   | Yuca            |
| 45                                                                                   | Sandía          |
| 46                                                                                   | Camote          |
| 47                                                                                   | Mango           |
| ------------------------------------------------------------------------------------ | --------------- |
| Fuente: Plan de Desarrollo y Ordenamiento Territorial del Cantón Salitre (2020-2023) |                 |
| Elaborado por: Dirección de ambiente y servicios públicos ambientales (GADMS)        |                 |

## Fauna
La fauna del cantón Salitre representa el 2,10% del total de especies registradas en Ecuador, pero, así como existen especies de plantas de la zona amenazadas, también existen especies animales que en vías de extinción como:  Gallareta (Fulica leucoptera), tortugas (Testudines), Garza (Garceta nívea), Negro matorralero o tilingo (Dives warszewiczi), Garrapatero piquiliso (Crotophaga ani), Maria (Dendrocygna bicolor), patillo (Dendrocygna autumnalis), perdiz (Alectoris rufa), iguana (Iguana iguana) debido a la caza indiscriminada para el consumo humano, expansión de la frontera agrícola o el desplazamiento o migración causada por la contaminación de su hábitat.
En Salitre la variedad de aves, insectos, reptiles y mamíferos se distribuye de la siguiente manera:
| N.º                                                                                  | Nombre común                 |
| 1                                                                                    | Garceta nívea                |
| 2                                                                                    | Tortolita/paloma tierrera    |
| 3                                                                                    | Garceta grande blanca        |
| 4                                                                                    | Halcón valdivia              |
| 5                                                                                    | Hornero                      |
| 6                                                                                    | Gavilán caracolero           |
| 7                                                                                    | Carrao                       |
| 8                                                                                    | Pato zambullidor/cuturrero   |
| 9                                                                                    | Pato cuervo                  |
| 10                                                                                   | Brujo                        |
| 11                                                                                   | Búho                         |
| 12                                                                                   | Mochuelo                     |
| 13                                                                                   | Lechuza                      |
| 14                                                                                   | Pinzón sabanero              |
| 15                                                                                   | Azulejo                      |
| 16                                                                                   | Sacaco                       |
| 17                                                                                   | Chique                       |
| 18                                                                                   | Colemba                      |
| 19                                                                                   | Negro tilingo                |
| 20                                                                                   | Grrapatero                   |
| 21                                                                                   | Chuque / garcilla cangrejera |
| 22                                                                                   | Guaque                       |
| 23                                                                                   | Cigueñuela                   |
| 24                                                                                   | Gallareta                    |
| 25                                                                                   | Gallaretón                   |
| 26                                                                                   | Pájaro carpintero            |
| 27                                                                                   | Patillo                      |
| 28                                                                                   | María                        |
| 29                                                                                   | Bujío                        |
| 30                                                                                   | Colibrí                      |
| 31                                                                                   | Viniña                       |
| 32                                                                                   | Perico                       |
| 33                                                                                   | Martin pescador/chaula       |
| 34                                                                                   | Guaraguao                    |
| 35                                                                                   | Curiquingue                  |
| 36                                                                                   | Perdíz                       |
| ------------------------------------------------------------------------------------ | ---------------------------- |
| Fuente: Plan de Desarrollo y Ordenamiento Territorial del Cantón Salitre (2020-2023) |                              |
| Elaborado por: Dirección de ambiente y servicios públicos ambientales (GADMS)        |                              |

| N.º                                                                                  | Nombre común                       |
| 1                                                                                    | Comadreja/raposa                   |
| 2                                                                                    | Armadillo                          |
| 3                                                                                    | Perezoso (3 dedos) / flor de balsa |
| 4                                                                                    | Oso hormiguero                     |
| 5                                                                                    | Guatusa                            |
| 6                                                                                    | Conejo                             |
| 7                                                                                    | Murciélago común                   |
| 8                                                                                    | Tigrillo                           |
| 9                                                                                    | Ardilla                            |
| 10                                                                                   | Nutria                             |
| 11                                                                                   | Puerco espín                       |
| 12                                                                                   | Tejón                              |
| 13                                                                                   | Paulillo                           |
| 14                                                                                   | Gato de monte                      |
| 15                                                                                   | Zorro                              |
| 16                                                                                   | Cusumbo                            |
| 17                                                                                   | Cuchurro                           |
| 18                                                                                   | Saino                              |
| ------------------------------------------------------------------------------------ | ---------------------------------- |
| Fuente: Plan de Desarrollo y Ordenamiento Territorial del Cantón Salitre (2020-2023) |                                    |
| Elaborado por: Dirección de ambiente y servicios públicos ambientales (GADMS)        |                                    |

| N.º                                                                                  | Nombre común                    |
| 1                                                                                    | Serpiente verde sayama guaijera |
| 2                                                                                    | Serpiente falsa coral           |
| 3                                                                                    | Tortuga                         |
| 4                                                                                    | Lagarto                         |
| 5                                                                                    | Lagartija                       |
| 6                                                                                    | Salamanquesa                    |
| 7                                                                                    | Gecko                           |
| 8                                                                                    | Víbora x                        |
| 9                                                                                    | Constrictor matacaballo         |
| 10                                                                                   | Iguana                          |
| 11                                                                                   | Cocodrilo                       |
| ------------------------------------------------------------------------------------ | ------------------------------- |
| Fuente: Plan de Desarrollo y Ordenamiento Territorial del Cantón Salitre (2020-2023) |                                 |
| Elaborado por: Dirección de ambiente y servicios públicos ambientales (GADMS)        |                                 |

| N.º                                                                                  | Nombre común    |
| 1                                                                                    | Mosquito        |
| 2                                                                                    | Mariposa        |
| 3                                                                                    | Cucaracha       |
| 4                                                                                    | Piojo           |
| 5                                                                                    | Mariquita       |
| 6                                                                                    | Avispa          |
| 7                                                                                    | Chapulete       |
| 8                                                                                    | Langosta        |
| 9                                                                                    | Hormiga morlaca |
| 10                                                                                   | Abeja           |
| 11                                                                                   | Chinque         |
| 12                                                                                   | Grillo          |
| 13                                                                                   | Mosca           |
| 14                                                                                   | Pulga           |
| 15                                                                                   | Pulgón          |
| 16                                                                                   | Cigarra         |
| 17                                                                                   | Escarabajo      |
| ------------------------------------------------------------------------------------ | --------------- |
| Fuente: Plan de Desarrollo y Ordenamiento Territorial del Cantón Salitre (2020-2023) |                 |
| Elaborado por: Dirección de ambiente y servicios públicos ambientales (GADMS)        |                 |

## Demografía
Salitre cuenta con una población de 57 402 habitantes repartidos en 148 recintos según datos del último censo realizado, de los cuales, 46 562 viven en el área urbana y 10 840 en el área rural. Sin embargo, el mismo organismo gubernamental realizó una proyección poblacional para el año 2020, el cual estimó que hasta ese entonces la población del cantón rondaría los 65 765 habitantes. La población de Salitre es eminentemente joven con tendencia al crecimiento, el rango de menores de 20 años presenta las máximas cifras de población.
Por otro lado, la identidad de los habitantes del cantón Salitre quedó evidenciada en el censo del año 2010 cuando 45 649 habitantes de 57 402 se autoidentificaron como montuvios, esto ratificó el tan reconocido calificativo de que Salitre es la capital montuvia del Ecuador; le sigue la población que se autoidentifica como mestiza con 9098 habitantes, la población blanca ocupa el tercer lugar con 1037 habitantes.

## Educación
Salitre consta información dada por el Distrito de Educación en el cantón. Detalla que existen 8 Unidades Educativas; es decir, que cuentan con la instrucción de tercero de bachillerato y 71 escuelas de Educación Básica por el régimen fiscal. La educación particular tiene un mínimo espacio con una Unidad Educativa y dos escuelas de educación básica. Esto conlleva un número de 633 docentes, la cantidad promedio de alumnos por docente en educación inicial es de máximo 25 y mínimo 8 en educación básica y bachillerato es de máximo 40 y mínimo 30. Este promedio se deduce de la cantidad de docentes y de estudiantes, no obstante, en algunos recintos funcionan escuelas con pocos estudiantes o a su vez unidocentes, como se puede verificar en los anexos.

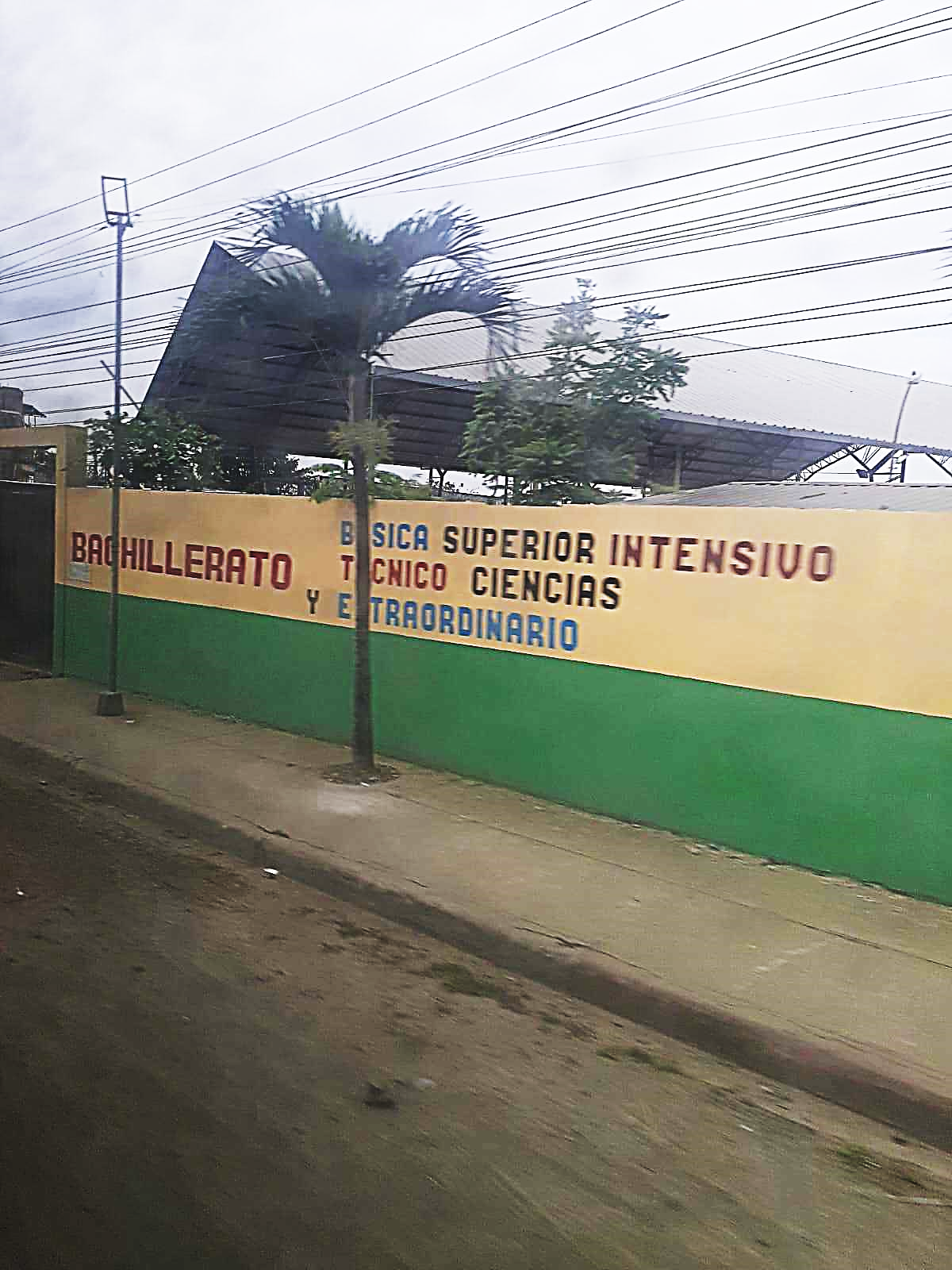
Institución pública "Unidad Educativa Salitre" con nivel educativo: Inicial, Educación Básica y Bachillerato.

### Educación de inicial a 3.º de Bachillerato
En julio de 1885 es creada la primera escuela predial, con sus profesores Ernesto Brito y años después Francisco Falcones.
El Ministerio de Educación otorga información sobre nombres de instituciones, cantidad de estudiantes y docentes para cada una de las instituciones del país.

### Listado de Instituciones Educativas Periodo 2022-2023
Existen 79 establecimientos educativos en el cantón Salitre, en los que 71 son escuelas y 8 son Unidades Educativas. Estos establecimientos educativos se encuentran distribuidos a las 5 parroquias del cantón de la siguiente manera: 
- En la Parroquia Bocana se encuentra un total de 27 establecimientos educativos, 24 escuelas y 3 Unidades Educativas superior. De las 24 escuelas, 23 son de tipo de educación ordinaria y 1 popular permanente, 22 escuelas son de sostenimiento fiscal y 2 son particulares. Las 24 escuelas de la Parroquia Bocana en su totalidad se encuentran ubicadas en zona Inec urbanas. Todas las 3 Unidades Educativas son de tipo de educación ordinaria, 2 de estas son fiscales y 1 particular; así mismo, las 3 Unidades Educativas se encuentran ubicadas en zona Inec urbanas.
- A continuación, está la Parroquia Candilejos, aquí solo existen 3 escuelas siendo todas de tipo de educación ordinaria y con sostenimiento fiscal. Las 3 escuelas se encuentran ubicadas en zona Inec urbanas.
- Por otro lado, en la Parroquia General Vernaza (Dos esteros), existen 19 establecimientos educativos, 17 son escuelas y 2 son Unidades Educativas. De las 17 escuelas, todas son de tipo de educación ordinaria, 16 siendo de sostenimiento fiscal y 1 municipal. Todas estas escuelas se encuentran establecidas en zona Inec Rural. En cambio, las 2 únicas Unidades Educativas de esta parroquia, son de tipo de educación ordinaria, con sostenimiento fiscal y ubicadas en zona Inec Rural.
- La parroquia Junquillal, consta de 16 establecimientos académicos, siendo 14 escuelas y solo 2 Unidades Educativas. Las 14 escuelas son de tipo de educación ordinaria, 13 tienen sostenimiento fiscal y solo 1 de sostenimiento municipal. Estas 14 escuelas están ubicadas en zona Inec Rural. Con respecto a las 2 Unidades Educativas, todas son de tipo de educación ordinaria, con sostenimiento fiscal y ubicadas en zona Inec rural.
- Por último, se encuentra la Parroquia La Victoria (Ñauza), teniendo 14 establecimientos educativos, siendo 13 escuelas y solo 1 Unidad Educativa. Todas las 13 escuelas son de tipo de educación ordinaria, 11 escuelas con sostenimiento fiscal, 1 fiscomisional y 1 municipal. Estas 13 escuelas se encuentran establecidas en zona Inec rural. La única Unidad Educativa de esta Parroquia, es de tipo de educación ordinaria con sostenimiento fiscal y ubicada en zona Inec rural.

### Número de estudiantes de inicial a 3.º de Bachillerato Periodo 2022-2023
Durante el período 2022-2023, se encuentran inscritos 15107 estudiantes en los distintos establecimientos de las 5 parroquias del cantón Salitre, divididos por 7658 estudiantes masculinos y 7449 estudiantes femeninas. Se encuentran distribuidos de la siguiente manera:
- En la Parroquia Bocana, hay un total de 8191 estudiantes, 4127 masculino y 4064 femenino. Se dividen en un total de 4513 estudiantes, 2380 masculino y 2133 femenino inscritos en las 24 escuelas de la Parroquia. Mientras que hay un total de 3678 estudiantes, 1747 masculino y 1931 femenino en la 3 Unidades Educativas de la Parroquia.
- Siguiendo a la Parroquia Candilejos, encontramos a un total de 80 alumnos correspondientes a 45 estudiantes masculino y 35 femenino. Todos corresponden a las 3 únicas escuelas de la Parroquia.
- Luego en la Parroquia General Vernaza (Dos Esteros), hay un total de 2472 estudiantes divididos por 1291 estudiantes masculino y 1181 femenino. De estas cantidades, un total de 1511 estudiantes, 784 masculino y 727 femenino pertenecen a las 17 escuelas; mientras que, un total de 961 estudiantes, 507 masculino y 454 femenino pertenecen a las 2 Unidades Educativas de la Parroquia.
- En la Parroquia Junquillal, se encuentra un total de 3085 estudiantes inscritos correspondiente a 1591 estudiantes masculino y 1494 femenino. De los cuales, un total de 1537 estudiantes, 796 masculino y 741 femenino pertenecen a las 14 escuelas; por otro lado, existe un total de 1548 estudiantes, 795 masculino y 753 femenino en las 2 Unidades Educativas de la Parroquia.
- Por último, está la Parroquia La Victoria (Ñauza), en la que hay un total de 1279 estudiantes inscritos, siendo estos, 604 estudiantes masculino y 675 femenino. De estas cantidades, existe un total de 874 estudiantes, 410 masculino y 464 femenino en las 13 escuelas; en cambio, en la única Unidad Educativa de la Parroquia hay 405 estudiantes, 194 masculino y 211 femenino.

### Número de docentes por institución educativa Periodo 2021-2022
Hay un total de 633 maestros, 154 docentes masculinos y 479 docentes femenino en el cantón Salitre distribuidos por todas las 5 parroquias de la siguiente manera:
- En la parroquia Bocana, hay un total de 342 docentes, 73 docentes masculino y 269 femenino. De los cuales 174 docentes, 26 masculino, 148 femenino pertenecen a las 24 escuelas; mientras que 168 docentes, 47 masculino, 121 femenino pertenecen a las 3 Unidades Educativas de la Parroquia.
- Para la Parroquia Candilejos, existe un total de 4 docentes, 1 masculino y 2 femenino. Todos pertenecen a las 3 únicas escuelas de la Parroquia Candilejos.
- Tomando en cuenta a la Parroquia General Vernaza (Dos esteros), consta de 116 docentes en total, 33 masculino, 83 femenino. De estos, se registran un total de 68 docentes, 16 masculino, 52 femenino para las 17 escuelas; mientras que, un total de 48 docentes, 17 masculino y 31 femenino pertenecen a las 2 Unidades Educativas de la Parroquia.
- En la Parroquia Junquillal, se tiene un total de 116 docentes, 34 masculino, 82 femenino. Divididos en un total de 62 docentes, 11 masculino, 51 femenino para las 14 escuelas; en cambio, las 2 Unidades Educativas de la parroquia, tienen un total de 54 docentes, 23 masculino y 31 femenino.
- Por último, en la Parroquia La Victoria (Ñauza), hay 55 docentes en total, 12 masculino, 43 femenino. De los cuales, las 13 escuelas de la Parroquia tienen 38 docentes en total, 6 masculino y 32 femenino. Y de la única Unidad Educativa se tienen 17 docentes, 6 masculino y 11 femenino.

### Educación superior
Desde el año 2014, el cantón Salitre dispone de un centro de apoyo y sala de estudios implementados por la Universidad Católica Santiago de Guayaquil. El acto de entrega de estas instalaciones lo encabezaron, el antiguo alcalde de Salitre, Francisco León y antiguo rector de la Universidad Católica Santiago de Guayaquil, Mauro Toscanini. Este convenio cuenta con carreras en modalidad de Educación a Distancia: Trabajo Social y Desarrollo Humano; Ingeniería en Contabilidad y Auditoría; Ingeniería en Marketing, Turismo y Hotelería; Derecho y Administración.  Este tipo de educación es privada, razón por la cual no todos los jóvenes bachilleres pueden acceder a este centro de estudios, por este motivo muchos salitreños deben migrar o viajar diariamente a otras ciudades para poder estudiar y obtener una carrera profesional.
También existe un Centro de Apoyo Virtual de la Universidad Católica Santiago de Guayaquil en el cantón Salitre en el que, los estudiantes del Sistema de Educación a Distancia a través de servicios en línea cuentan con una opción que permite realizar trámites estudiantiles, consultas varias y satisfacer sus inquietudes con mayor agilidad y eficiencia.

### Analfabetismo
Una persona analfabeta es aquella que no puede ni leer ni escribir un breve y simple mensaje relacionado con su vida diaria. En Ecuador la tasa de analfabetismo se redujo de 9,0 % a 6,8 % de acuerdo con los censos correspondientes a los años 2001 y 2010 respectivamente. En la provincia del Guayas el cantón Salitre tiene el 13,4 % de analfabetismo de acuerdo con el censo del año 2010.

## Organización Político – Administrativa

### Gobierno Autónomo Descentralizado Municipal de Salitre (GADMS)
El cantón de Salitre se rige por una municipalidad según lo previsto en la Constitución de la República. El municipio del cantón conocido oficialmente como Gobierno Autónomo Descentralizado Municipal de Salitre (GADMS), es una entidad de gobierno seccional que administra el cantón de forma autónoma al gobierno central. La municipalidad está organizada por la separación de poderes de carácter ejecutivo representado por el alcalde, y otro de carácter legislativo conformado por los miembros del concejo cantonal. El alcalde es la máxima autoridad administrativa y política del Salitre. Es la cabeza del cabildo y representante del Municipio. El órgano está presidido por el alcalde Milton Moreno. 
El GADMS fue creado como cantón el 27 de noviembre de 1959 con el nombre de Urbina Jado, tiene como misión procurar el desarrollo integral, sistémico, inclusivo y sostenible del cantón Salitre, a través de la dotación eficaz de obras y servicios públicos, el ordenamiento territorial, el fortalecimiento de la identidad montuvia y el fomento de las capacidades humanas, en estricto cumplimiento de las competencias constitucionales para mejorar la calidad de vida de los salitreños. 

### Alcaldía y consejo cantonal
El alcalde de Salitre cuenta con su propio gabinete de administración municipal ya sea de asesoría, de apoyo y operativo. Los encargados de aquellas direcciones municipales son designados por el propio alcalde. La administración en sus funciones del alcalde y el vicealcalde del cantón dura cuatro años y en el caso del alcalde, tiene la opción de reelección inmediata o sucesiva. 
El actual alcalde del cantón Salitre, es el Abg. Milton Moreno Pérez y la Vicealcaldesa es la Sra. Karen Almeida, cuyo periodo administrativo es 2023-2027. Sus concejales respectivos del cantón son: Sr. Alex Araujo Candelario, Lcda. Leonela Cabrera Palma. Esta información fue recogida de la página oficial de Facebook de la Alcaldía de Salitre. 

### Primer presidente del Consejo Cantonal
Darío Teodulfo Triana Fuentes, nació el 25 de octubre de 1898 en el cantón Vinces. Su vida política empieza a la vez que Salitre se convirtió en cantón y fue el primer presidente del Consejo Cantonal. En el año de 1959 Teodulfo Triana fue parte del nuevo comité Pro-cantonización de Salitre junto a Luis Freire Montalván como presidente, Edison Varas, Guillermo Freire, Máximo León Longo, Eraldo Suárez, Nicolás Armendáriz, Carlos Echeverría párroco de la iglesia. El 15 de febrero de 1985 falleció Teodulfo Triana en la ciudad de Guayaquil. 

### Segundo presidente del Ilustre Concejo de Salitre
Romeo Vera Layana, nació el 28 de abril de 1914 en la ciudad de Guayaquil. Romero fue presidente del Ilustre Concejo de Salitre (Urbina Jado) periodo 1961-1963. Fue presidente del Centro Agrícola Cantonal de Urbina Jado, socio fundador de la Asociación de Ganaderos de Salitre, Socio del Club de Leones de General Vernaza. También fue concejal en el periodo 1968-1970. Falleció el 11 de julio de 2000. 

### Tercer presidente del Ilustre Concejo de Salitre
Sr Darío Teodulfo Triana Fuentes fue posesionado de nuevo como presidente del Ilustre Concejo de Salitre, segundo periodo (1964-1967). Una de las obras que resalta en la administración de Don Teodulfo Triana fue la construcción de la calle Simón Bolívar, la obra empezó ubicando rocas y material pétreo para construir esta calle.

### Cuarto presidente del Ilustre Concejo de Salitre
El Sr. Jaime Darío Triana Ronquillo fue el cuarto presidente del Ilustre Concejo de Salitre, periodo (1967-1969). Nació el 25 de octubre de 1927.

### Quinto presidente del Concejo Cantonal
Jorge Dionisio Wong Plúas, nació el 18 de junio de 1934 y fue el quinto presidente del Concejo Cantonal en el periodo (1969-1970). Logró que la cabecera parroquial de General Vernaza fuera urbanizada. En la actualidad reside en la ciudad de Guayaquil.

## Transporte

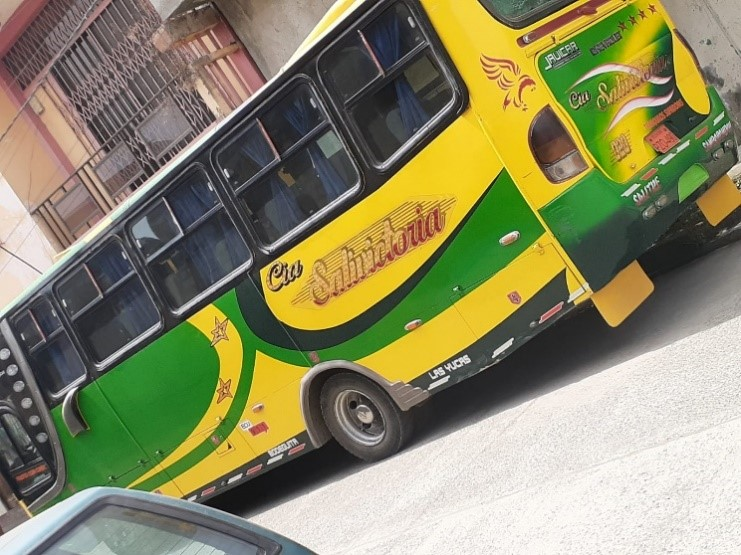
Bus “Salivictoria” perteneciente al cantón Salitre.

El Cantón Salitre es una localidad ubicada en la provincia de Guayas, en Ecuador. Este cantón se caracteriza por su rica cultura, tradiciones arraigadas y un sistema de transporte que conecta a sus habitantes con las distintas regiones del país.
En cuanto al transporte público, el cantón Salitre dispone de una variedad de opciones para el desplazamiento dentro y fuera del cantón. Los autobuses interprovinciales son los principales medios utilizados por los habitantes para viajar a distintos destinos. Además, los servicios de taxis y mototaxis también están disponibles para traslados más cortos.
Desde Guayaquil a Salitre son aproximadamente 59,7 km
Cooperativa de Transporte Rutas Salitreñas, son aprox. 1 h 30 min
Desde Baba: 13,2 km, 13 min
Desde la Victoria: 17,8 km, 23 min
Desde Junquillal 41,5 km, 48 min
De acuerdo al Plan de Desarrollo y Ordenamiento Territorial (2020-2023), con respecto a la totalidad de vías en el cantón, el 65% pertenecen al área rural que de acuerdo con el COOTAD art. 42 literal b, indica que, “dentro de las competencias exclusivas del Gobierno Autónomo Descentralizado Provincial, es de planificar,  construir y mantener el sistema vial de ámbito provincial que no incluyas las zonas  urbanas”, el 35% de vías pertenecen al área urbana, que de acuerdo al COOTAD  art. 55 literal c, denota que “dentro de las competencias exclusivas del Gobierno Autónomo Descentralizado Municipal, es de planificar, construir y mantener la viabilidad urbana".

## Salud
De acuerdo al Distrito de Salud 09D20 Salitre, un 99% de los médicos asignados al cantón son rurales, lo que pone en evidencia la rotación continua de estos profesionales. 
De acuerdo a ello, en el cantón Salitre existen 7 centros de salud incluidos el Hospital Básico, situado en la cabecera del cantón (Salitre), además de este, existe otra infraestructura la cual está en construcción desde hace años sin culminar.

## Cultura
La identidad de los habitantes del cantón Salitre quedó evidenciada en el censo del año 2010 cuando 45.649 habitantes de 57.402 se autoidentificaron como montuvios, esto ratificó el tan reconocido calificativo de que Salitre es la capital montuvia del Ecuador, le sigue la población que se autoidentifica como mestiza con 9.098 habitantes, la población blanca ocupa el tercer lugar con 1.037 habitantes Tradiciones y Festividades.
Asimismo, desde el año 2010 existe una normativa vinculada al enfoque intercultural: que garantiza la inclusión laboral de personas pertenecientes a comunidades, pueblos y nacionalidades indígenas, pueblo Afroecuatoriano y pueblos montuvios. 

### Tolas
Son túmulos o lomas silenciosas donde sus ancestros enterraban a sus antepasados. Son rastros de un ayer que les pertenece y que floreció antes de la conquista hispana, cuando el español valiente y audaz en unos casos; ansioso de oro y destrucción en otros, llegó a esas tierras vírgenes donde sus habitantes sencillos y nobles, pero bravos e indómitos ante la dureza peninsular, fueron obligados a rendir pleitesía a la Corona española. 
En Salitre, centro montubio de primer orden, se encuentran las “tolas” en determinados sectores como en “Candilejos”, La Semira”, Las Tinajas”, así como en el “Pijio” y en la parroquia Victoria donde se hallan restos de una alfarería muy bien elaborada, así como joyas de oro y plata artísticamente labradas. Grandes “tinajas” de carácter funerario se han encontrado en la Hacienda Pijio de los señores Burgos Zapatier, en la Hacienda de los señores Decker, en la Victoria. En la biblioteca de Vernaza, en la escuela “Julián Sánchez” de la Victoria y en el colegio “Franciscano” de Salitre, se encuentran estos objetos como mudos recuerdos de la cerámica ancestral.

### Fiestas y Tradiciones
De acuerdo con el PDOT del cantón, las fiestas representativas del cantón salitre corresponden a:
- 15 de febrero: Parroquialización de General Vernaza, celebrado en la Cabecera parroquial.
- 26 de agosto: Parroquialización de Junquillal, celebrada en Junquillal.
- 15 de octubre: Parroquialización de La Victoria, celebrada en la parroquia La Victoria.
- 27 de noviembre: Cantonización de Salitre, celebrada en Salitre.

Asimismo, algunas fiestas patronales son:
- 26 de mayo: Santa Marianita, celebrada en la cabecera cantonal.
- 16 de julio: Virgen del Carmen, celebrada en La Bocana.
- 12 de octubre: Día de la Interculturalidad, celebrada en la parroquia Salitre y General Vernaza.
- 2 de agosto: Nuestra Señora de los Ángeles, celebrada en la parroquia General Vernaza.
- 31 de agosto: Santa Rosa de Lima, celebrada en la parroquia La Victoria.

### Gastronomía
La comida en Salitre es una expresión de su identidad cultural. La gastronomía local se basa principalmente en productos agrícolas y pesqueros de la región. El servicio principal que ofrece la playa de Santa Marianita a sus visitantes es su gastronomía, caracterizada por platillos como: cazuela de camarón, fritada, humitas, tortillas de verde, pescado frito, seco de gallina; estos se ofertan junto al río con mesas colocadas en las cabañas o en la playa artificial. son algunos ejemplos de la rica variedad culinaria que se puede disfrutar en el cantón.

### Patrimonio cultural
El Patrimonio Cultural, se entiende como el conjunto de bienes materiales e inmateriales que forman parte de la herencia de un grupo humano. De igual manera, Salitre es un pueblo montuvio, condición proveniente del habitar en el litoral ecuatoriano. Salitre es la Capital Montuvia del Ecuador, por lo que son parte de la cultura, los rodeos montuvios y los amorfinos.
Salitre tiene 63 bienes y manifestaciones patrimoniales de acuerdo a información del Instituto Nacional de Patrimonio Cultura (INPC), siendo uno de los cantones del Guayas con el mayor número de bienes patrimoniales materiales.
Posee, de acuerdo con el INPC, 5 en el ámbito documental, 2 en el ámbito de mueble, 10 inmueble, 44 Arqueológico y 2 Inmaterial.

## Economía
El cantón Salitre es un cantón altamente productivo que basa sus actividades principalmente en el sector primario o de producción y terciario o de servicios. Pero pese a esto, el trabajo en el cantón se ve forzado a los picos de producción agrícola; lo cual provoca que el 43% de la población esté económicamente activa en condiciones de trabajar con una tasa de desempleo de 21,9%.

### Agricultura y ganadería
La agricultura es la principal actividad económica en el cantón Salitre. Según Vallejos y Santana (2019) mencionan que Salitre es conocido por su agricultura ancestral, además hacen mención que la agricultura aún se mantiene en el cantón Salitre como, por ejemplo: el sembrío y cosecha de arroz. El cantón Salitre posee un suelo muy fértil y beneficioso para el sembrío de cacao, café, maíz, caña de azúcar y arroz como su principal ingreso y actividad. Los cultivos de arroz, café y maíz son fundamentales en la región y contribuyen significativamente al abastecimiento de alimentos tanto a nivel nacional como para la exportación. Además, la agricultura es una fuente importante de empleo en el cantón Salitre, debido a que los agricultores locales y sus familias trabajan en la producción, cosecha y comercialización de los cultivos. De acuerdo con EcuRed (2023), el suelo del cantón es muy fértil, y propicio para la producción de cacao, café, maíz, arroz, caña de azúcar, caña guadúa y el cultivo de frutas tropicales como el mango, sandía, naranjas, etc.
Los salitreños se dedican también a la crianza de ganado vacuno del cual realizan la elaboración del queso artesanal, ganado caballar, porcino y actividades propias de este pueblo montubio.

### Comercio local
El comercio local en Salitre es un componente esencial de la economía y la vida cotidiana de la comunidad. Aunque el cantón Salitre puede ser considerado más rural en comparación con áreas urbanas más grandes, el comercio local desempeña un papel crucial en el abastecimiento de bienes y servicios para sus habitantes, así como en el impulso del desarrollo económico sostenible.

### Mercado de Abasto

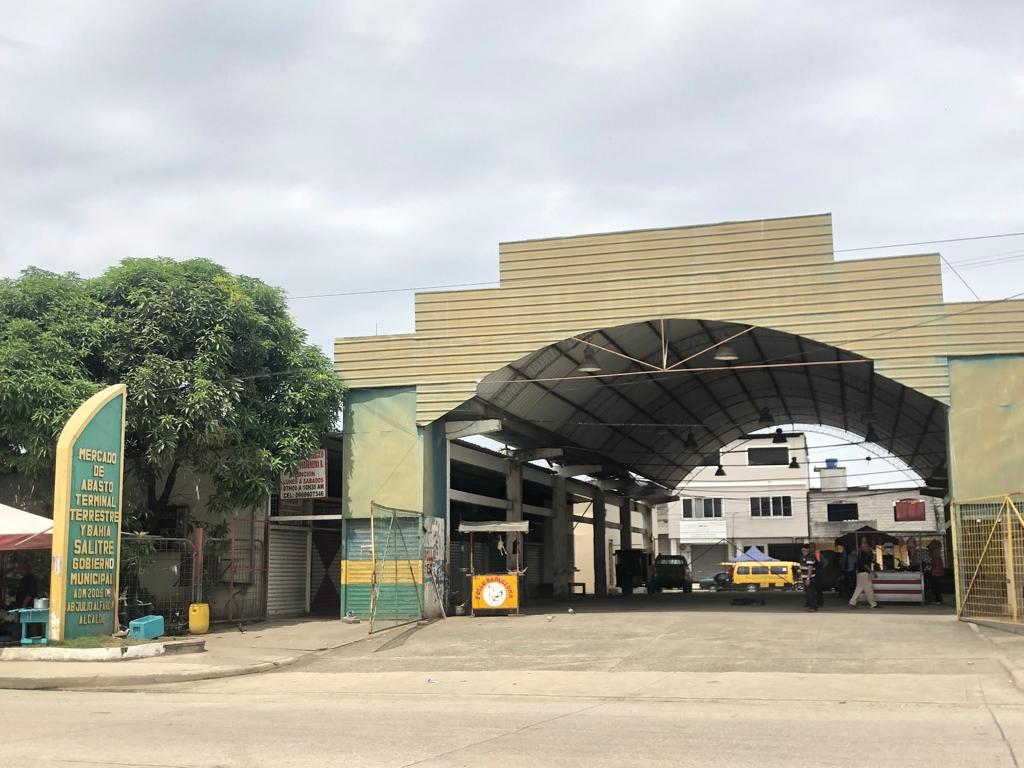
Mercado municipal de Salitre "Mercado de Abasto"

Según lo observado en una visita al cantón, y lo que comenta Mendoza (2023): “El mercado municipal de Salitre es el centro neurálgico del comercio local. Aquí, agricultores y ganaderos locales ofrecen sus productos frescos, mientras que los comerciantes locales ofrecen bienes y servicios esenciales. El mercado es un punto de encuentro social y económico, donde la comunidad se abastece de alimentos frescos y esenciales. Además de satisfacer las necesidades diarias de la población, el mercado promueve el desarrollo económico al conectar directamente a los productores con los consumidores, eliminando intermediarios y asegurando precios justos para ambos. Esta relación de confianza entre productores y consumidores fortalece la economía local y empodera a los agricultores y ganaderos locales.”

### Tiendas locales

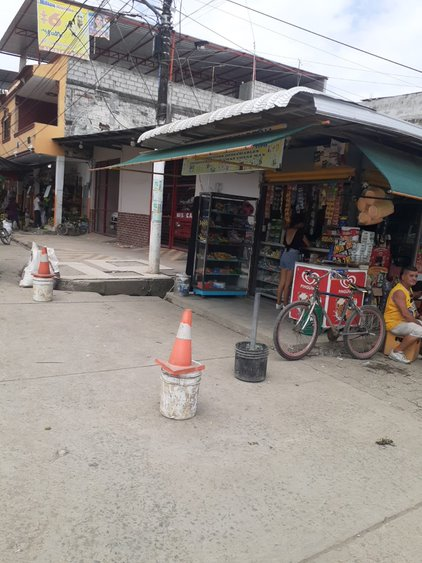
Tienda local del cantón Salitre

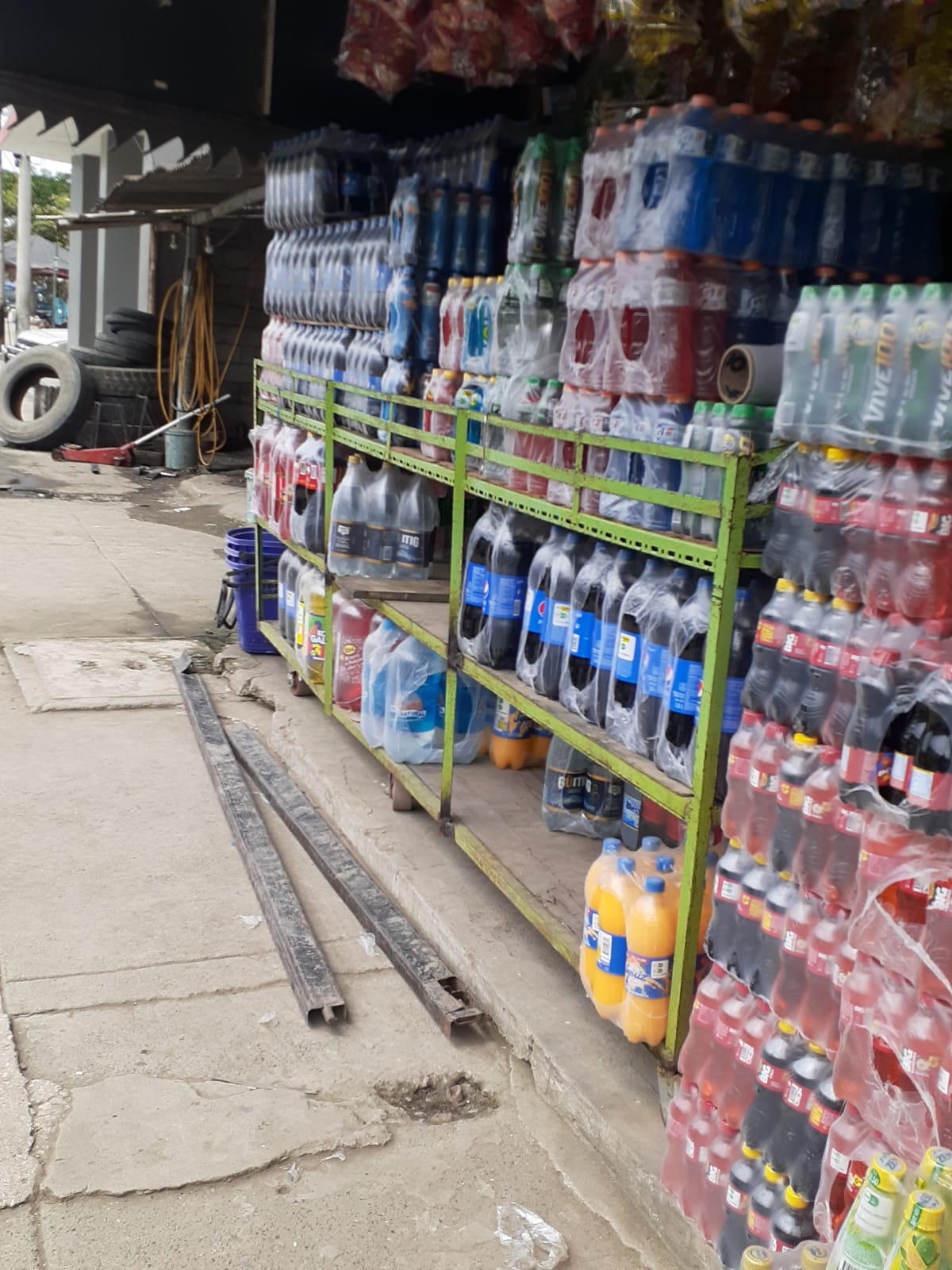
Tienda local del cantón Salitre

Las tiendas son pilares importantes del comercio local en Salitre. Según la observación que se realizó en una visita al cantón, establecimientos como tiendas de abarrotes, ferreterías, farmacias y otros comercios proporcionan bienes esenciales y servicios cercanos a la comunidad. Los salitreños pueden acceder fácilmente a productos básicos y artículos necesarios sin tener que desplazarse largas distancias. Además de satisfacer necesidades diarias, estas tiendas generan empleo para la población local y contribuyen a la economía del cantón. El comercio en estas tiendas es una parte vital de la vida cotidiana y fomenta la identidad local al brindar opciones y soluciones adaptadas a las necesidades específicas de la comunidad.

### Restaurantes

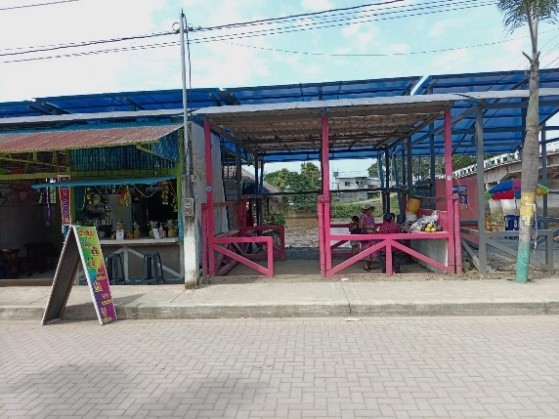
Restaurante en Playas Santa Marianita

Los restaurantes y la gastronomía local en Salitre tienen un impacto significativo en la economía del cantón. Estos establecimientos no solo generan empleo para la comunidad, sino que también atraen turistas y visitantes interesados en probar los sabores auténticos de la región. Como resultado, el turismo y el comercio en el sector gastronómico contribuyen al aumento de los ingresos locales. Además, la presencia de restaurantes locales que ofrecen platos típicos y sabores auténticos puede aumentar la demanda de ingredientes y productos locales, lo que beneficia a los agricultores y proveedores locales. El comercio de insumos y materias primas necesarios para la gastronomía fortalece aún más la economía local. Los restaurantes también contribuyen al desarrollo de otras actividades comerciales cercanas, como proveedores de servicios de alimentos y bebidas, distribuidores de productos, entre otros. Esta sinergia en el comercio local tiene un efecto positivo en el desarrollo económico del cantón Salitre.

### Artesanías

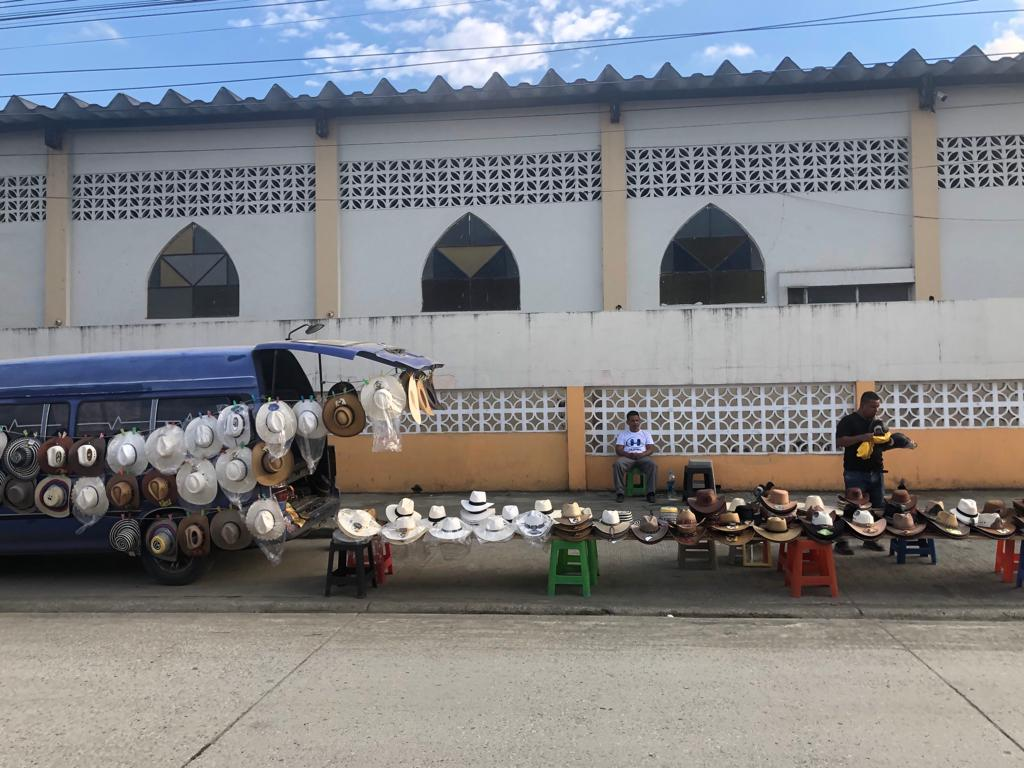
Vendedor de Sombrero frente a la Iglesia Virgen del Carmen.

En el cantón Salitre, Ecuador, de acuerdo con El Telégrafo (2017), se realizan artesanías de cuero. Estas artesanías son elaboradas por artesanos locales utilizando cuero de vaca. Algunos de los productos que se elaboran incluyen monturas, estribos, tapaderas, bozales, herraduras y riendas. La talabartería es una actividad tradicional en Salitre, y se mantiene hasta el día de hoy.
Asimismo, más allá de ser una prenda que protege en los inclementes días soleados, el sombrero es parte medular de la identidad de los campesinos de la Costa ecuatoriana. Los hay de distintas formas y colores, pero los de mayor demanda son aquellos elaborados con paja toquilla. En el pueblo montuvio también se usan de lona e incluso de cuero.

### Agroturismo

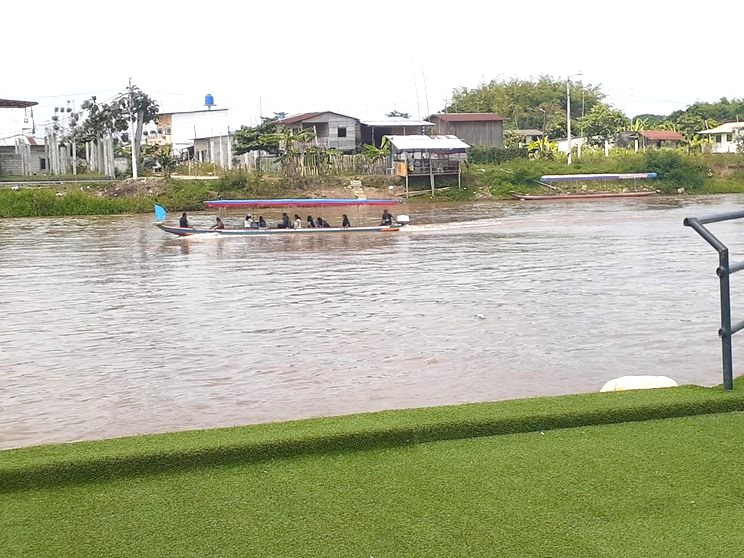
Paseo en lancha en el Río Vinces

En lo concerniente al cantón Salitre, cabe recalcar que éste es conocido como la capital montubia del Ecuador, es por esa razón que este cantón ofrece a las personas que lo visitan un contacto directo con las tradiciones y costumbres del campesino ecuatoriano, brindando la oportunidad de formar parte del proceso de producción del queso salitreño o de la cosecha de arroz que cubren los extensos campos de las fincas y haciendas ubicadas en la zona rural de este cantón.
Según el presidente de la Asociación de Pequeños Ganaderos 24 de mayo, Carlos Quinto Rivas, el agroturismo en el cantón Salitre es una actividad que permite a las personas que habitan en las ciudades conocer un poco más acerca de cómo es la vida en el sector rural; ofreciéndoles a sus visitantes demostraciones de rodeo montubio, cabalgatas a caballo, paseo en canoa, pesca deportiva entre otras cosas.

## Turismo
El Cantón Salitre, cuenta con varios lugares atractivos listos para recibir a turistas y visitantes, siendo estos una fuente representativa de ingresos para los dueños de los lugares, como para el cantón. 

### Atractivos Turísticos

#### Playa Santa Marianita

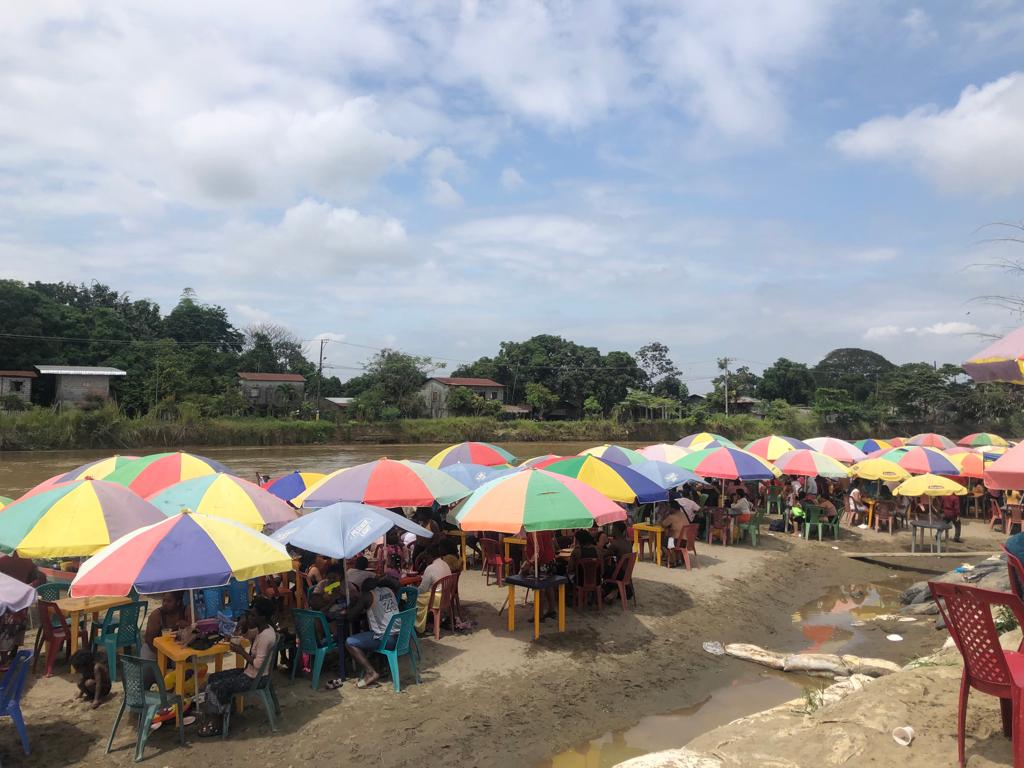
Playa Santa Marianita, conocida también como, "Balneario La Fortuna".

En el cantón Salitre, una actividad a disfrutar son sus playas de agua dulce, siendo la más conocida la playa Santa Marianita, llamada también como Balneario La Fortuna, debido a que se encuentra ubicada en esa zona, aquí se pueden encontrar más de 40 cabañas. Es considerada por muchos turistas como uno de los mejores balnearios de agua dulce del Ecuador, gracias a la gastronomía que se puede encontrar en el lugar y a su tranquilidad.
En la playa, los distintos platillos a encontrar son la cazuela de camarón, fritada, humitas, tortillas de verde, pescado frito, seco de gallina, los cuales se ofertan en las diferentes cabañas ubicadas frente al río Vinces. Asimismo, se puede observar la venta de comida en las canoas, las personas ingresan al río, degustando el plato dentro de este o en la playa.
Algunas actividades que se pueden realizar son los paseos en canoas a motor, paseos a caballo, alquilar cañas de pescar y hamacas, hay vendedores ambulantes de mariscos, comida, y artesanías. Parte de estos servicios se ofertan con mayor regularidad los fines de semana. El área no cuenta con baños públicos, y el servicio de salvavidas está presente generalmente los sábados, domingos y feriados.

#### Malecón de Salitre: Parque Tobías Villacrés

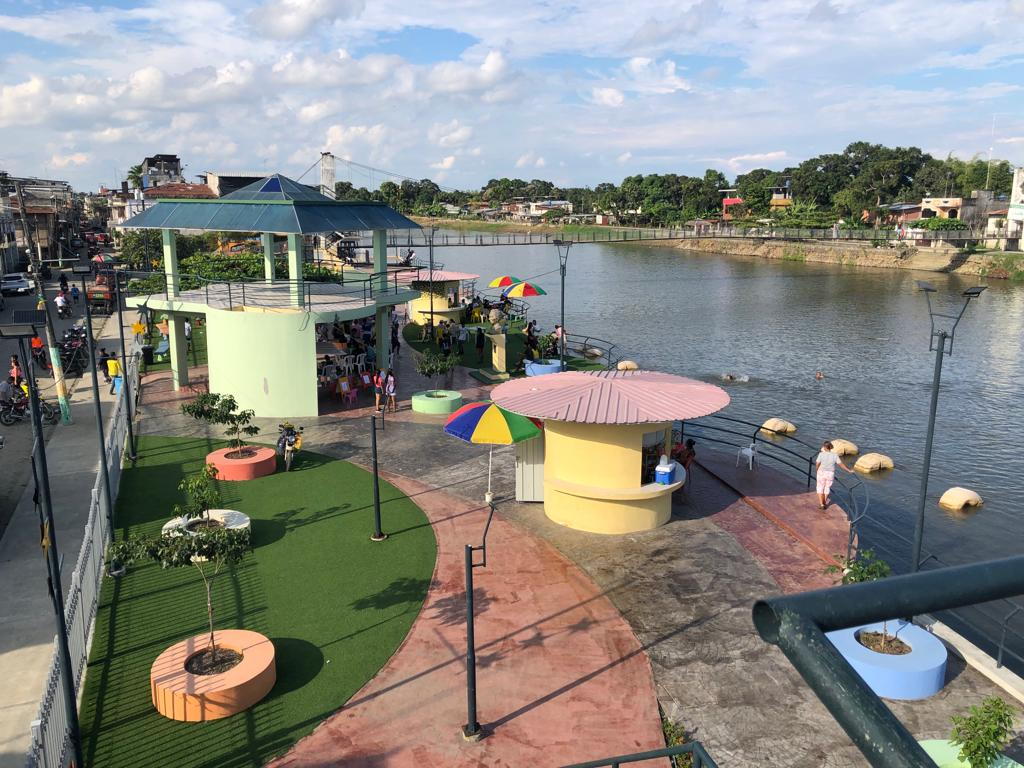
Parque Tobías Villacrés, Malecón de Salitre.

Malecón Tobías Villacrés, está ubicado en la zona de la Bocana, junto al río Vinces. El área tiene alrededor de 6105,13 metros cuadrados. Esta misma zona, pertenece al área de la llamada “Playa La Bocana”.
En este lugar se puede encontrar locales de venta de jugos, gaseosas, áreas verdes, batería sanitaria, y un mirador. Asimismo, se pueden encontrar máquinas para realizar actividades físicas y recreacionales.

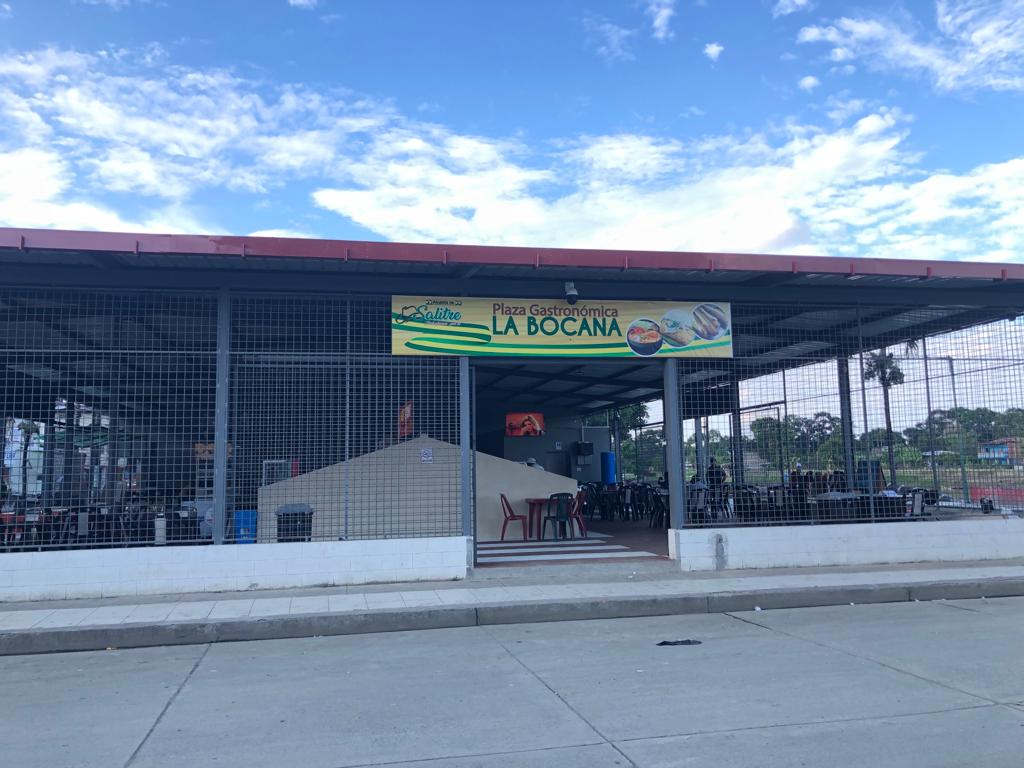
Plaza Gastronómica La Bocana

#### Plaza Gastronómica La Bocana
Ubicada en la calle 24 de mayo entre malecón y río Vinces, y calle 9 de octubre de la cabecera cantonal. Su construcción se dio a cabo en el año 2022, a un costo de $91.872,72, de acuerdo con el informe preliminar de rendición de cuentas del GAD Municipal del año 2022.
En esta plaza se pueden encontrar platos típicos de Salitre, como la cazuela de camarón o el bollo de pescado, al igual que otras comidas, como tallarín, pescado frito, jugos, entre otros.

#### Iglesia Santa Marianita

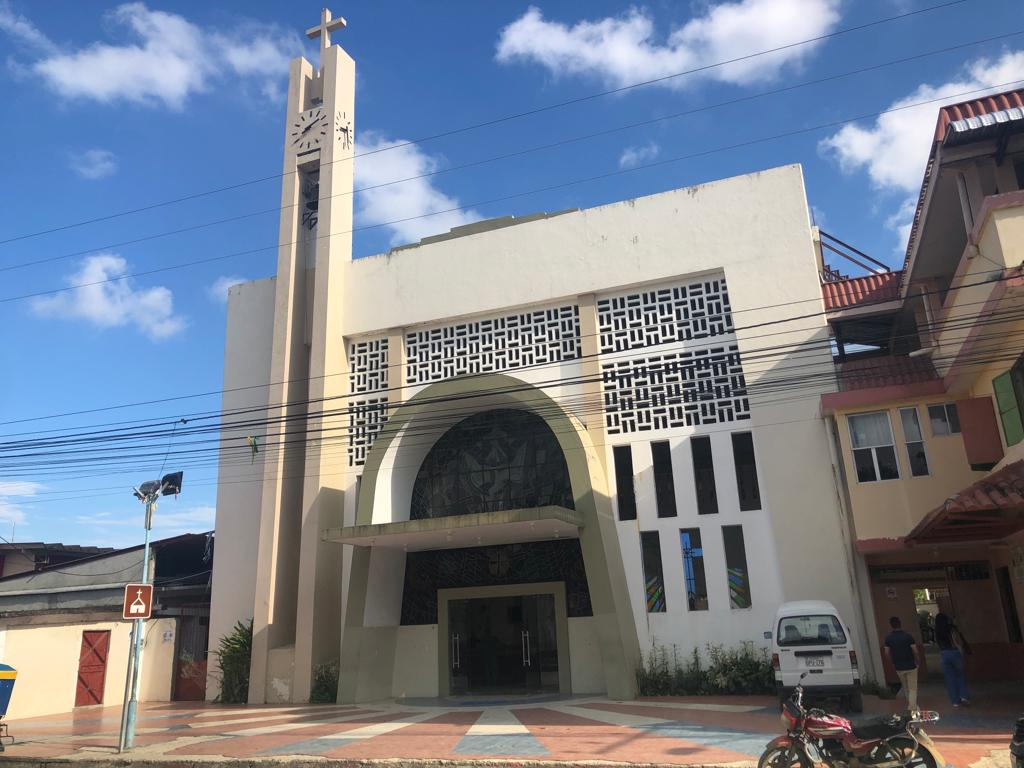
Iglesia Santa Marianita

Iglesia Católica Santa Marianita de Salitre, es una iglesia, ubicada en la calle Antonio José de Sucre, frente al parque central.  

##### Historia
En el año 1886, cuando la iglesia de Salitre se llamaba Viceparroquia de Dos Esteros, en el lugar donde está ubicada hoy en día la iglesia Santa Marianita, ya existía otro templo católico. Debido a la construcción de la parroquia de “Las Ramas de Salitre”, en el año 1887, consagrada aquel entonces al Sagrado Corazón de Jesús, la misma iglesia; este otro templo, pasó a ser el Templo parroquial. El Reverendo P. Ángel María Cepeda León, que fue párroco desde 1941-1954, construyó una iglesia mixta, en el mismo lugar del templo católico, pero más extenso, sin embargo, está se deterioró y resultó irreparable, por lo que el Párroco P. José Heissenberger, animó a los fieles a reconstruir el templo, e invitó a fieles de la Arquidiócesis de Viena, para que se haga posible. El templo actual de Santa Marianita, situado en el mismo lugar de la anterior iglesia, fue consagrada en 1991, el 27 de octubre, por el Monseñor Juan Ignacio Larrea Hoguin, arzobispo de Guayaquil, siendo la Azucena de Quito, la patrona de la parroquia.

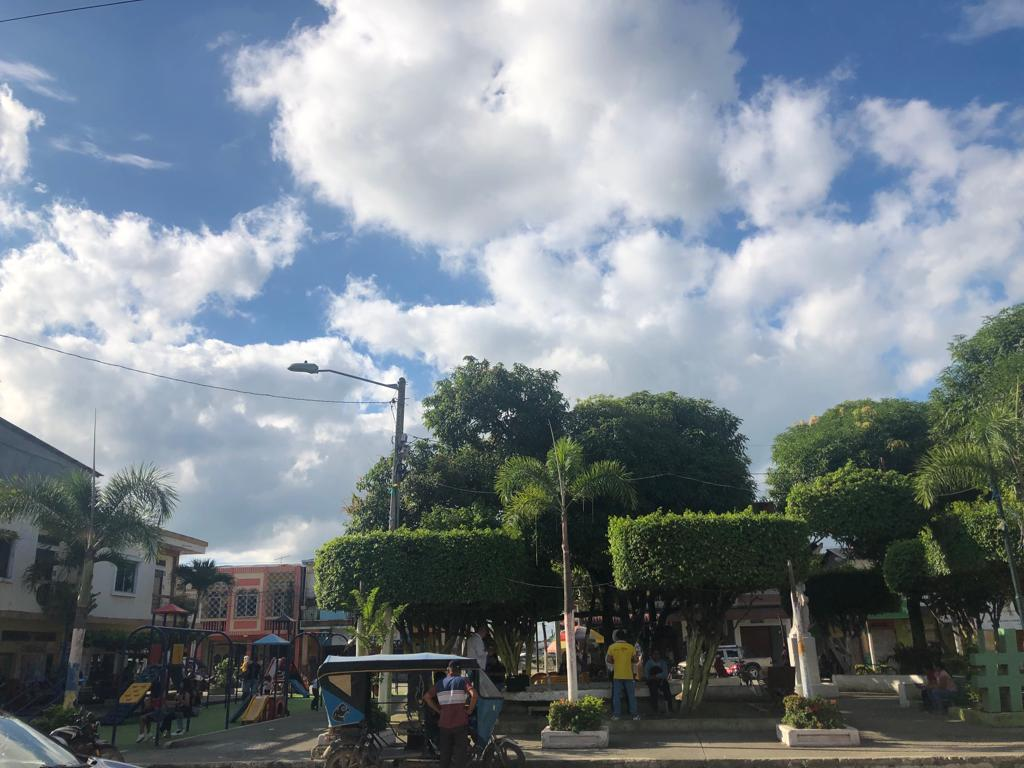
Parque Central de Salitre

#### Parque Central de Salitre
El parque central, se encuentra en la zona centro de la cabecera cantonal, ubicado en la calle Juan Montalvo, entre Sucre y Simón Bolívar. Su área es de aproximadamente 20 metros x 20 metros. Maneja áreas verdes, y un área con juegos para niños; juegos infantiles (Molina, 2014).
Frente a este se encuentra el municipio de Salitre, y la Iglesia Católica Santa Marianita.

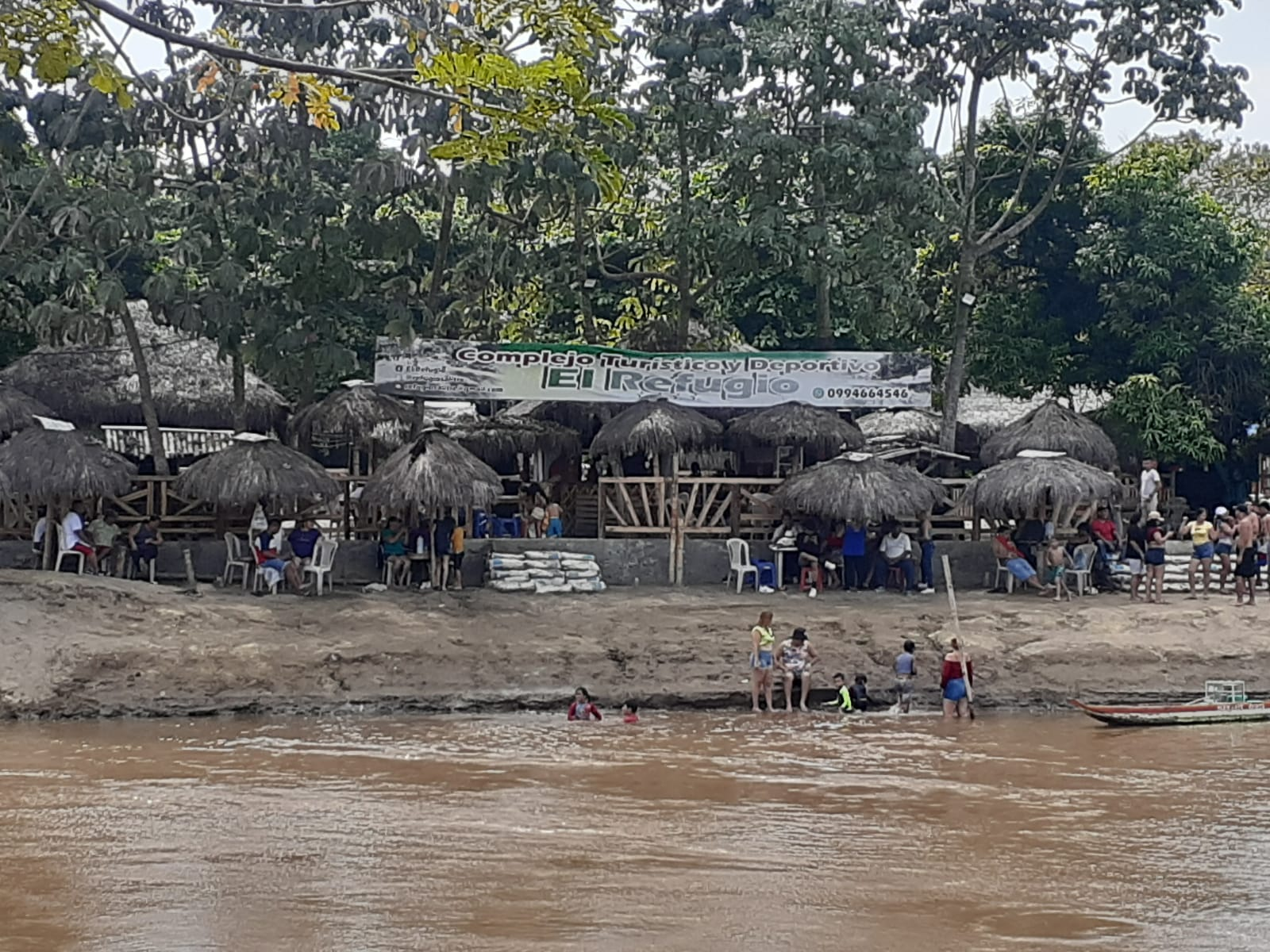
Complejo Turístico "El Refugio"

#### Complejo Turístico El Refugio
Complejo turístico y deportivo, lugar donde los turistas pueden ir a divertirse. Disponen de comida típica, una zona con cancha de futbol - soccer donde realizan pequeños campeonatos donde quienes participen pueden ganar cierta cantidad de dinero. Asimismo, tienen disponibles cabañas para cualquier tipo de evento. Está ubicada cerca del río Vinces. Realizan danzas folclóricas, para que las personas que lleguen conozcan la danza Salitreña.

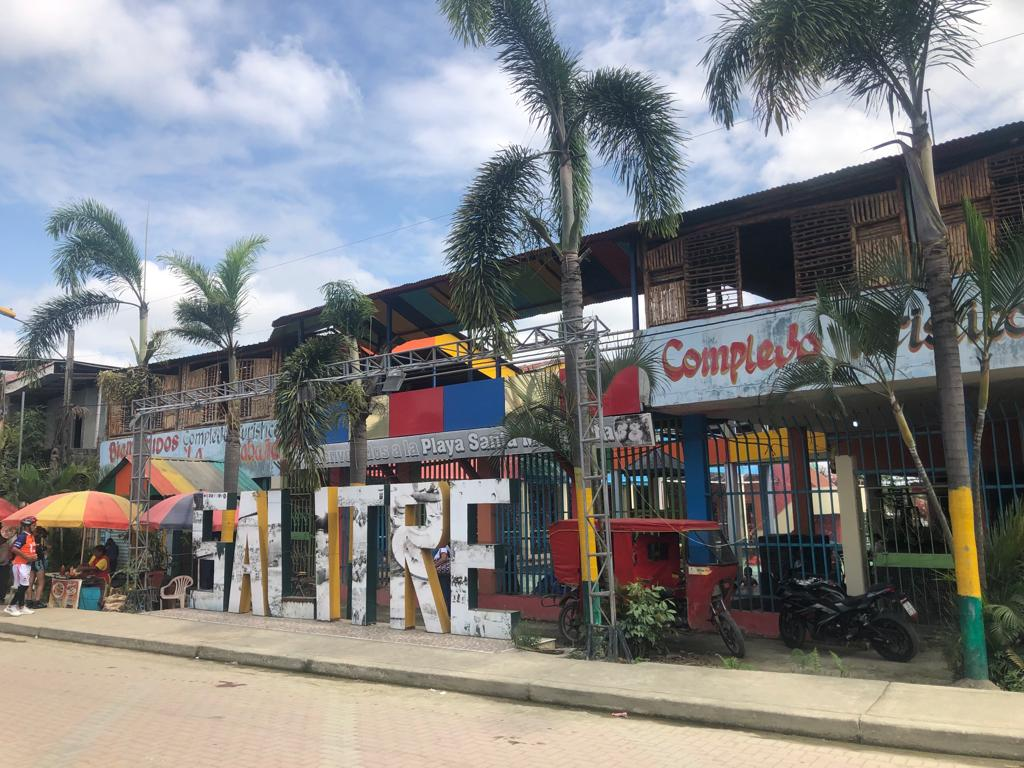
Complejo turístico "La Cabaña"

#### Complejo Turístico La Cabaña
Complejo ubicado en la zona de la Playa Santa Marianita. Cuenta con una piscina extensa con toboganes con una capacidad aproximada para 250 personas al día. Frecuentemente visitado por familias con niños (Arreaga & Moreno, 2015-2016).qejedjnjnjadnjqe

#### Balneario y Malecón General Vernaza
En la parroquia General Vernaza, se puede encontrar su Playa de Agua Dulce, es muy concurrido por bañistas de zonas cercanas. La llegada a este balneario toma entre 10 a 15 minutos desde la parada de buses Inter cantónales. Las actividades que se ofrecen son paseos en canoa de tiempo de 30 minutos (Valdez, 2019).
En cuanto al Malecón, este se encuentra frente a la playa de agua dulce, y el Municipio de Vernaza, mediante gestiones, se encarga de mantenerlo en buen estado (Vallejo, Aguilera, Ycaza, & Santana, 2019). 

#### Criadero La Isla
Ubicado en Salitre km 13.5 vía Samborondón, en el Recinto Paula León, es un complejo turístico dedicado a criar caballos de distintas razas. Son Pet Friendly, y mantienen horarios de sábado y domingo desde 11:30 a. m. a 5:30 p. m., y feriados, según lo indique el lugar. El ingreso al criadero se debe realizar bajo reserva, la cual debe hacerse por lo menos 2 días antes, esto debido a motivos de seguridad (Criadero La Isla, 2023).
El Criadero, maneja distintos paquetes de reserva, siendo un el “full day”, donde el ingreso mínimo deben ser 10 personas. Los domingos, son más flexibles, y las reservas no requieren un mínimo de personas (Criadero La Isla, 2023).
Las Actividades que ofrecen son: Alquiler de espacio (Eventos corporativos o privados), Actividades acuáticas; Paseos en bote inflable/Kayak, Actividades de Sliding y un miniparque, Pesca Deportiva (Caña o Nylon), Fogata, Actividades equinas; Sesiones equino terapia y paseos a caballo, Golf; incluyen palos, tee y las pelotas, Área de parrilla; incluyen bolsa de carbón e implementos, y una Cancha de Volley de arena (Criadero La Isla, 2023).

##### Reglas
Según lo estable el Criadero La Isla, en su página de Instagram, algunas reglas son:
Las reservas se registran con un depósito previo del 100% del paquete.
No se pueden realizar cancelaciones.
Existe una penalidad del 50% al reprogramar una reserva una vez confirmada la disponibilidad.
Uso obligatorio de chaleco salvavida para actividades acuáticas.
Se debe mantener una distancia segura durante la conferencia equina.
Es Pet Friendly.
Se debe respetar el medio ambiente y hacer uso de los contenedores.
Para el complejo, se pueden armar paquetes personalizados.

#### Campamento El Taller del Maestro
Campamento ubicado en Salitre, vía Candilejo Roque. Maneja eventos principalmente de tipo de cristianos, mañanas deportivas, retiros, cumpleaños, matrimonios, encuentros. Atienden a grupos mayores a 15 personas. Disponen de hospedaje, auditorio, área de juegos, piscina y relajación (Campamento "El Taller Del Maestro", 2023).

#### Hacienda Destino
Lugar turístico, ubicado a 5 km desde Salitre, vía Candilejo – La Compoña. Acepta visitas desde el año 2005. Realizan demostraciones de montas; montas de cepo, de caracoleo, lazo pial, cómo ordenar las vacas, y una muestra de distintas frutas, según indica Joffre Pazmiño, propietario y administrador en el año 2019 (Lindao, 2019, págs. 68-69).

#### Hacienda Pijio
Ubicada en la Parroquia Vernaza, fundada por José Burgos Zapatier quien era considerado como “Patriarca de los rodeos” debido a sus inigualables actuaciones al domar un caballo en los Rodeos Montubios. La hacienda posee caballos únicos que se utilizan para participar en rodeos. Tiene una gran extensión, donde se puede observar gran variedad de flora (Martínez & Dicao, 2021).
Algunas de las actividades que se realizan en la hacienda son la monta de caballo, planta de árboles y el ordeño de vacas, cabalgatas, amorfinos, rodeos, concursos de gastronomía típica. Se ofrece a quienes la visitan, la enseñanza de domar un caballo, cosechar cacao, y conocer la preparación del queso y cuajada (Martínez & Dicao, 2021).

### Áreas con Potencial Turístico

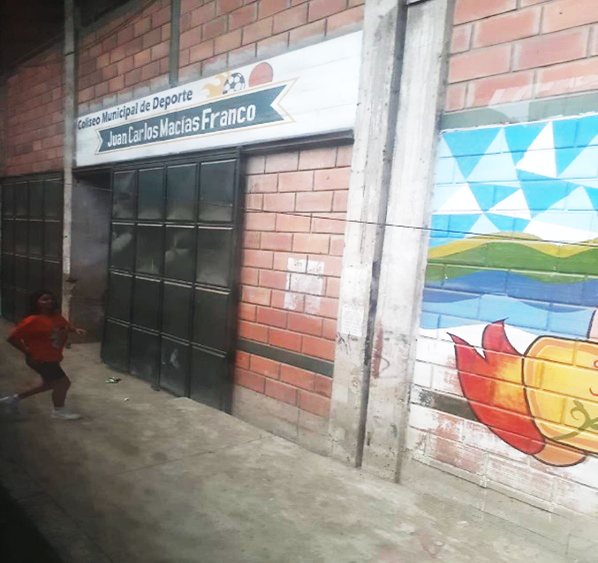
Coliseo Municipal de Salitre "Juan Carlos Macías Franco"

#### Coliseo Municipal de Salitre
De acuerdo con el GAD Municipal de Salitre, en el Plan de Desarrollo y Ordenamiento Territorial (2020 - 2023), Salitre cuenta con un Coliseo ubicado en la Avenida 27 de noviembre entre Juan Montalvo y Dámaso Contreras, con un área de 2.815,96 m2, el cual es un espacio público utilizado para la recreación artística, deportiva y cultural.
Se toma como posible potencial turístico, para el desarrollo del Turismo Deportivo, que de acuerdo a Amador (2021) comprende desplazarse hacia un lugar con el fin de presenciar un evento deportivo o realizar un deporte en específico. De esta manera, se pueden presentar actividades para incentivar el deporte en los turistas.

#### Talabartería Hermanos Vera
La Talabartería Hermanos Vera, es un taller artesanal ubicado en la zona rural de la parroquia General Vernaza, en el Recinto Luz de Las Pampas. El propietario es el Señor Nilo Vera Castillo, de 56 años. Los clientes generalmente son propios de la zona y del cantón Samborondón, y también realiza trabajos para enviar al exterior.
Considerado como Potencial Turístico, para el desarrollo de un Turismo Cultural. El Turismo cultural es el viaje que se hace para lograr conocer, aprender y comprender sobre los aspectos culturales del destino turístico.